# Ламей, Август
Август Ламей (нем. August Lamey; 27 июля 1816; Карлсруэ — 14 января 1896, Мангейм) — баденский политик.

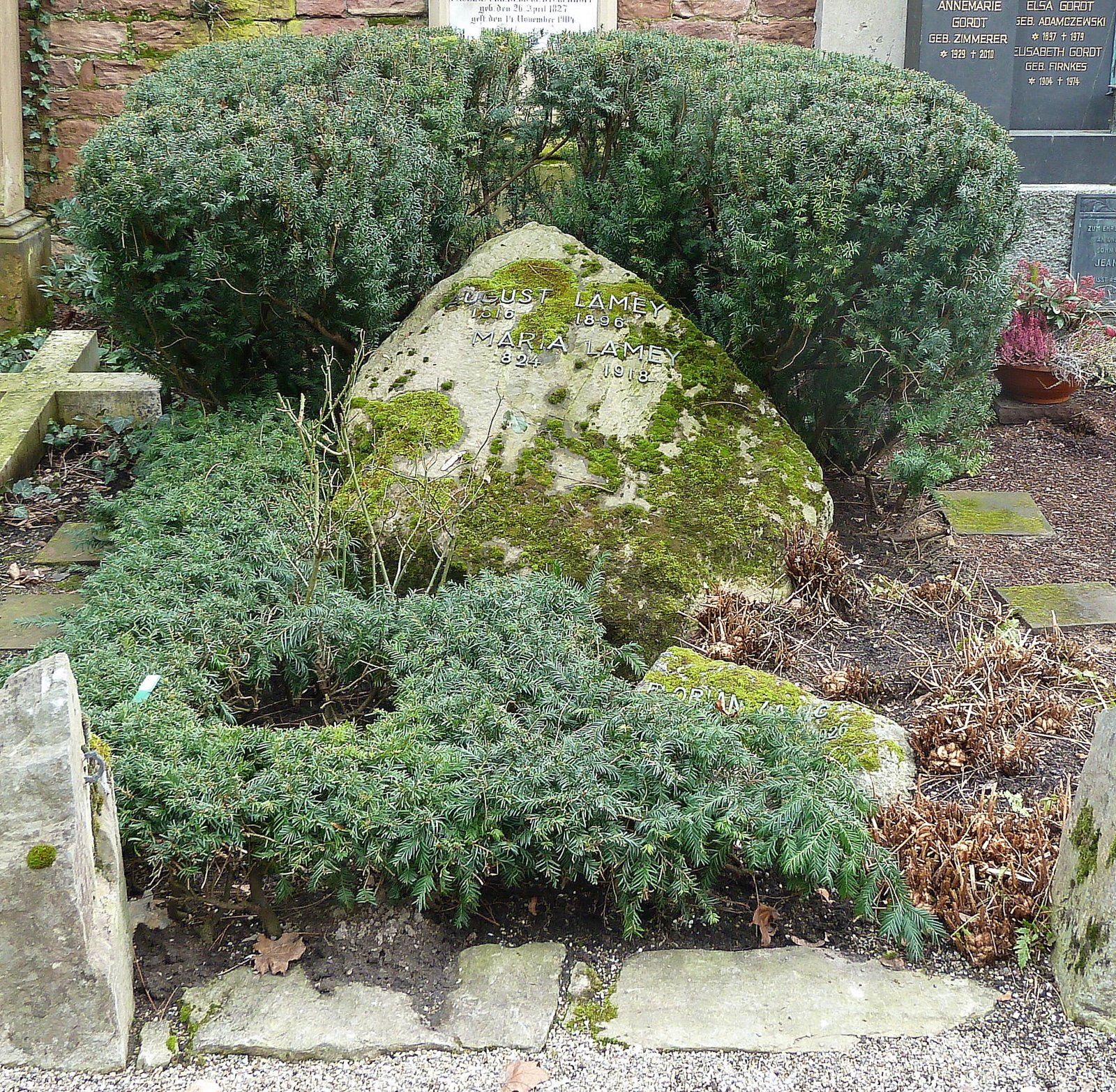
Могила Августа Ламея

Был профессором права в Гейдельберге, в 1860 году был выбран депутатом во вторую баденскую палату, в том же году стал министром и предложил закон об изъятии из рук духовенства надзора за общинными училищами. В 1871—1881 годах был членом рейхстага, где примыкал к партии национал-либералов.